# Helina olivacea
Helina olivacea är en tvåvingeart som först beskrevs av Macquart 1851.  Helina olivacea ingår i släktet Helina och familjen husflugor. Inga underarter finns listade i Catalogue of Life.